# Stopplaats Schoolpoort
Stopplaats Schoolpoort is een voormalige stopplaats aan de Nederlandse spoorlijn Amsterdam - Rotterdam, destijds aangelegd en geëxploiteerd door de Hollandsche IJzeren Spoorweg-Maatschappij (HIJSM).
De stopplaats lag in de gemeente Delft. Aan de spoorlijn werd de stopplaats voorafgegaan door de stopplaats Singelweg en gevolgd door het station Delft.
Stopplaats Schoolpoort werd geopend op 1 mei 1886 en gesloten op 1 september 1905.